# Frederick Fortune
Frederick Joseph „Fred” Fortune Jr. (ur. 1 kwietnia 1921 w Lake Placid, zm. 20 kwietnia 1994 w Burlington) – amerykański bobsleista, brązowy medalista zimowych igrzysk olimpijskich w Sankt Moritz w dwójkach (w parze z Schuylerem Carronem). Trzykrotnie trzeci na mistrzostwach świata (dwa razy w dwójkach i raz w czwórkach).